# Spoiwo magnezjowe
Spoiwo magnezjowe – materiał budowlany należący do spoiw mineralnych powietrznych. Otrzymywane jest z wapieni dolomitowych poddanych wypalaniu w temperaturze od 800 °C do 900 °C z dodatkiem chlorku lub siarczku magnezowego. W wyniku wypalania otrzymywany jest tlenek magnezu MgO. Tlenek magnezu w połączeniu z rozpuszczonym w wodzie chlorkiem magnezu (MgCl2) nazywany jest cementem Sorela (Stanisław Sorel wynalazł spoiwo magnezowe w 1867 r.) stosowany był do wykonywania zapraw magnezjowych. Spoiwo magnezjowe po związaniu tworzy twardszą i bardziej odporną na czynniki zewnętrzne powłokę niż inne spoiwa powietrzne. Stosowane było do wykonywania tynków oraz po połączeniu z trocinami lub wiórami z drewna: posadzek bezspoinowych, płytek okładzinowych, podokienników i różnych detali architektonicznych. 
Materiał otrzymany z połączenia cementu Sorela z trocinami nazywano skałodrzewem lub ksylolitem. Wadą spoiwa magnezjowego jest powodowanie korozji stali. Obecnie w Polsce nie stosuje się spoiwa magnezjowego w budownictwie.